# Списък с модификации на МиГ-21
Тази страница представлява списък с модификациите на изтребителя МиГ-21.

## Модификации
- Е-6 (1958)
- МиГ-21П (1958)
- МиГ-21Ф (1959)

Лек фронтови изтребител с двигател Р-11Ф-300, нова опашна част, въздухозаборник с по-тънък ръб и двустепенен управляем конус, сериен спирачен парашут, крилата също са преработени. Строи се серийно, като са произведени 79 машини.
- МиГ-21Ф-13 (1959)

Лек фронтови изтребител с двигател Р-11Ф-300, пригоден за използване на управляеми ракети К-13. Под крилата се монтират пускови установки АПУ-28 (впоследствие АПУ-13) за управляеми ракети К-13. Вместо тях могат да се монтират контейнери за неуправляеми ракетни снаряди (НУРС) С-5М (по 16 или 32 бр.), две пускови устройства ПУ-12-40 за НУРС С-24, както и бомби или контейнери с напалм. Стрелковото вооръжение е намалено на едно оръдие НР-30 (боен запас 30 изстрела). Монтирано е катапултно кресло СК със система за защита на пилота от удар във фонара (капака на кабината).
- МиГ-21ПФ (1962)
- МиГ-21ФЛ
- МиГ-21ПФС (1962)
- МиГ-21ПФМ (1964)
- МиГ-21С (1965)
- МиГ-21М (1968)
- МиГ-21СМ (1969)

По-нататъшно развитие на МиГ-21ПФМ и МиГ-21С, модификация на изтребителя-прехващач МиГ-21С с двигател Р-13-300. В сравнение с предишните модификации притежава по-добри характеристики при излитане и скороподемност, увеличен е обема на горивните резервоари. Въоръжението му се състои от едно оръдие ГШ-23Л (боен запас 200 изстрела); под тялото и под крилата на четири пилона в различни варианти могат да се окачат ракети К-13 или К-13Р, блокове УБ-16 или УБ-32 за стрелба с НУРС, бомби до 100 кг, контейнери с напалм.
Широко използван в локални конфликти по света.
- МиГ-21МФ (1970)
- МиГ-21МТ (1971)
- МиГ-21СМТ (1971)
- МиГ-21бис (1972)
- МиГ-21-93 (1994)